# Melanterius mediocris
Melanterius medicornis – gatunek chrząszcza z rodziny ryjkowcowatych i podrodziny Molytinae.
Gatunek ten opisany został w 1913 roku przez Arthura Millsa Lea.
Chrząszcz o ciele długości 5 mm, ubarwionym czarniawobrązowo z bladoczerwonymi czułkami i pazurkowymi członami stóp. Głowa z dość długim i cienkim ryjkiem o niepunktowanej linii środkowej oraz położonymi blisko siebie oczami. Trzonek czułka wyraźnie krótszy niż funiculus, osadzony w 3/7 długości ryjka, licząc od wierzchołka. Boki przedplecza zaokrąglone. Pokrywy sercowate w obrysie, o silnie zaokrąglonych bokach. W rzędach pokryw leżą duże punkty. Międzyrzędy są ostro żeberkowate; każdy z nich ma po każdej stronie rządek nieregularnych punktów i drobnych szczecinek. Białawe szczecinki porastają spód ciała i odnóża. Ząbki na udach silne.
Ryjkowiec australijski, znany z Queensland.